# Ковінгтон (Теннессі)
Ковінгтон (англ. Covington) — місто (англ. city) в США, в окрузі Тіптон штату Теннессі. Населення — 8663 особи (2020).

## Географія
Ковінгтон розташований за координатами 35°33′54″ пн. ш. 89°38′54″ зх. д. / 35.56500° пн. ш. 89.64833° зх. д. (35.565029, -89.648342).  За даними Бюро перепису населення США в 2010 році місто мало площу 29,62 км², з яких 29,60 км² — суходіл та 0,02 км² — водойми.

## Демографія
Згідно з переписом 2010 року, у місті мешкало 9038 осіб у 3407 домогосподарствах у складі 2245 родин. Густота населення становила 305 осіб/км².  Було 3770 помешкань (127/км²).
Расовий склад населення:
| - 51,0 % — чорних або афроамериканців - 46,5 % — білих - 0,3 % — корінних американців - 0,3 % — азіатів |

До двох чи більше рас належало 1,3 %. Частка іспаномовних становила 1,2 % від усіх жителів.
За віковим діапазоном населення розподілялося таким чином: 28,3 % — особи молодші 18 років, 57,4 % — особи у віці 18—64 років, 14,3 % — особи у віці 65 років та старші. Медіана віку мешканця становила 33,7 року. На 100 осіб жіночої статі у місті припадало 82,0 чоловіків;  на 100 жінок у віці від 18 років та старших — 75,8 чоловіків також старших 18 років.
Середній дохід на одне домашнє господарство  становив 40 616 доларів США (медіана — 28 571), а середній дохід на одну сім'ю — 45 021 долар (медіана — 33 552). Медіана доходів становила 32 135 доларів для чоловіків та 29 304 долари для жінок. За межею бідності перебувало 29,2 % осіб, у тому числі 48,7 % дітей у віці до 18 років та 12,6 % осіб у віці 65 років та старших.
Цивільне працевлаштоване населення становило 3433 особи. Основні галузі зайнятості: освіта, охорона здоров'я та соціальна допомога — 22,0 %, мистецтво, розваги та відпочинок — 15,4 %, виробництво — 13,5 %, роздрібна торгівля — 13,1 %.